# Alan Feinberg
Alan Feinberg (* 15. Juni 1950 in New York City) ist ein US-amerikanischer Pianist und Musikpädagoge.
Feinberg ist Absolvent der Juilliard School. Sein besonderes Interesse gilt den Werken zeitgenössischer amerikanischer Komponisten und er trat mit mehr als 300 Uraufführungen auf. 1985 spielte er die Uraufführung von Milton Babbitts ihm gewidmeten Klavierkonzert, 1991 folgte Shulamit Rans Konzertstück mit dem Cleveland Orchestra. Das Klavierkonzert, das David G. Porter aus den Fragmenten der Emerson Overture von Charles Ives rekonstruiert hatte, spielte er 1998 mit Cleveland Orchestra unter der Leitung von Christoph von Dohnányi in Cleveland und bei einer Tournee in Paris, Barcelona und  Madrid. Zu seinem Repertoire zählen auch Werke von Amy Beach, John Cage, Leo Ornstein, Oscar Levant und Andrew Imbrie, George Gershwins Rhapsody No. 2 und Olivier Messiaens Oiseaux exotiques.
Als Konzertpianist trat Feinberg u. a. bei den Proms in England, mit dem Rundfunkorchester Amsterdam, dem Montreal Symphony Orchestra und den verschiedenen Orchestern der BBC auf. Er gab Recitals in der Wigmore Hall in London und nahm an Festivals in Edinburgh, Bath, Huddersfield, Genf, Budapest, Berlin, Brescia, Bergamo und Tokio teil. Der sowjetische Komponistenverband lud ihn ein, zeitgenössische amerikanische Musik in Moskau und Leningrad vorzustellen. Bei den Peterburger Weißen Nächten 2001 organisierte er Kammermusikrecitals mit amerikanischer Musik.
Unter Feinbergs CD-Aufnahmen ist besonders die vierteilige Reihe Discover America zu nennen mit The American Romantic (Werke von Amy Beach, Louis Moreau Gottschalk und Robert Helps), The American Virtuoso (Werke von Edward MacDowell, Percy Grainger, Louis Moreau Gottschalk, Amy Beach und George Gershwin), The American Innovator (Werke von Leo Ornstein, Charles Tomlinson Griffes, Ruth Crawford Seeger, Conlon Nancarrow, John Harbison, Milton Babbitt, Mario Davidovsky, Charles Ives, John Adams, Ralph Shapey, John Cage und Thelonious Monk) und Fascinatin' Rhythm: American Syncopation (mit Werken von George Gershwin, Louis Moreau Gottschalk, Henry Cowell, Conlon Nancarrow, Jelly Roll Morton, James P. Johnson, Percy Grainger, Fats Waller, Scott Joplin, Charles Ives, Charles Wuorinen, Willie The Lion Smith, Duke Ellington und anderen). Viermal wurde er für seine Aufnahmen mit einem Grammy als bester Instrumentalist ausgezeichnet, nominiert für einen Grammy wurde er u. a. für die Aufnahmen von Morton Feldmans Palais di Mari und Charles Wuorinens Capriccio, Bagatelle und Third Sonata.
Nach Lehrtätigkeit an der Juilliard School unterrichtete Feinberg an der Eastman School of Music, an der SUNY Buffalo, an der Carnegie Mellon University und der Duke University, am Oberlin College, der Princeton University und zuletzt am CUNY Graduate Center und der New York University.